# 1938 في مصر
فيما يلي قوائم الأحداث التي وقعت خلال عام 1938 في مصر.

## أفلام
من الأفلام التي صدرت هذه السنة في مصر:
- 1 يناير – لاشين من إخراج فريتز كرامب.
- 1 يناير – يحيا الحب

## مواليد

### يناير
- 1 يناير – جورج إسحاق سياسي مصري.
- 1 يناير – دافيد سلطان مستشرق إسرائيلي.
- 1 يناير – فاروق حسني فنان مصري.
- 2 يناير – فاروق الباز عالم مصري.
- 3 يناير – نادية لطفي ممثلة مصرية.
- 10 يناير – سمير خليل اليسوعي

### فبراير
- 20 فبراير – محمود الجوهري لاعب كرة قدم مصري.

### مارس
- 1 مارس – حبيب العادلي سياسي مصري.
- 10 مارس – يوسف داود ممثل مصري.
- 16 مارس – محمد سمير قطب لاعب كرة قدم مصري.

### أبريل
- 30 أبريل – يحيى الطاهر عبد الله كاتب مصري.

### مايو
- 3 مايو – عمر عبد الرحمن عالم أزهري مصري.

### يوليو
- 5 يوليو – راغب مصطفى غلوش
- 31 يوليو – سعيد صالح ممثل مصري.

### سبتمبر
- 6 سبتمبر – رجاء الجداوي ممثلة مصرية.

### أكتوبر
- 8 أكتوبر - عبد الوهاب المسيري مفكر مصري

### نوفمبر
- 17 نوفمبر – فريال بنت فاروق الأول
- 24 نوفمبر – شويكار ممثلة مصرية.

### ديسمبر
- 3 ديسمبر – سعد الدين إبراهيم ناشط مصري.

## وفيات

### يناير
- 1 يناير – محمد توفيق نسيم باشا (مواليد 1874) سياسي مصري.